# My Mad Fat Diary
My Mad Fat Diary è una serie televisiva britannica, trasmessa in prima visione sul canale E4 a partire dal 14 gennaio 2013 fino al 6 luglio 2015.
In Italia la serie è ancora inedita. È suddivisa in tre stagioni ed è basata sul romanzo autobiografico My Fat, Mad Teenage Diary scritto da Rae Earl.

## Trama
La serie è ambientata tra il 1996 ed il 1998 e si svolge a Stamford (Lincolnshire). Protagonista è Rachel Earl detta Rae, una ragazza di 16 anni, con problemi di peso dovuti a problematiche infantili e sociali, che ha da poco lasciato l'ospedale psichiatrico in cui era ricoverata da quattro mesi in seguito ad un tentativo di suicidio. Ritornata a casa, con l'aiuto di Kester cercherà di farsi degli amici, grazie anche all'incontro con la sua amica d'infanzia Chloe e alla sua cerchia di ragazzi. Tutto ciò verrà raccontato e annotato nel suo diario dove non mancherà quell'ironia adolescenziale.

## Personaggi e interpreti

### Personaggi principali
- Rachel 'Rae' Earl, interpretata da Sharon Rooney.
È una sedicenne con problemi di peso, appena uscita da un ospedale psichiatrico in cui è stata ricoverata per quattro mesi a causa di un tentativo di suicidio. Come da consiglio del suo analista, scrive i suoi pensieri e le sue confessioni in un diario segreto. Grazie alla sua amica d'infanzia conoscerà delle persone che la faranno stare meglio, che l'aiuteranno a combattere il suo stato umorale e tra litigi, bugie, tradimenti e amori affronterà un percorso di crescita.
- Kester, interpretato da Ian Hart.
È lo psichiatra di Rae. A mano a mano che si conoscono, ricopre per Rae sempre più un ruolo paterno.
- Linda, mamma di Rae, interpretata da Claire Rushbrook.
Perennemente a dieta, spesso non comprende i problemi di Rae legati al suo aspetto. Ospita in casa un uomo tunisino con cui è legata sentimentalmente e a cui manca il permesso di soggiorno.
- Chloe Gemell, interpretata da Jodie Comer.
È la migliore amica di Rae dall'infanzia. È attraente e popolare, con Rae i litigi non sono mai pochi.
- Findlay 'Finn' Nelson, interpretato da Nico Mirallegro.
È un ragazzo del gruppo di amici di Chloe, taciturno e a volte scontroso ma in realtà  un vero e proprio tenerone, si innamorerà di Rae e insieme cercheranno di combattere i pregiudizi delle persone.
- Archie, interpretato da Dan Cohen.
È un ragazzo del gruppo di amici di Chloe di cui Rae inizialmente si innamora, prima di scoprire il suo segreto: è gay. È gentile, è molto legato a Rae e ama la musica.
- Arnold 'Chop' Peters, interpretato da Jordan Murphy.
È un ragazzo del gruppo di amici di Chloe. È matto e divertente ma sa essere un buon amico. Ha una cotta per Izzy.
- Izzy, interpretata da Ciara Baxendale.
È una ragazza del gruppo di amici di Chloe, dolce e gentile, innamorata di Chop.

### Personaggi secondari
- Karim, interpretato da Bamshad Abedi-Amin.
È il fidanzato della madre di Rae, un ragazzo tunisino senza permesso di soggiorno. Vive con Rae e sua madre e non esce quasi mai di casa per non essere scoperto da vicini.
- Tix, interpretata da Sophie Wright.
È una ragazza che vive presso l'ospedale psichiatrico in cui Rae è stata ricoverata. È la confidente di Rae, si identifica in lei e vorrebbe vivere la sua vita, purtroppo a causa della sua malattia e del suo fisico minuto, morirà.
- Danny Two Hats, interpretato da Darren Evans.
È un ragazzo ricoverato all'ospedale psichiatrico.
- Dottor Nick Kassar, interpretato da Shazad Latif.
È un dottore dell'ospedale psichiatrico.
- Big G, interpretato da Eliot Otis Brown Walters.
È il teppista del paese. Insultava spesso Rae chiamandola Jabba, ma che in realtà quando la conoscerà meglio a causa di un incidente le porterà per sempre rispetto.
- Liam, è un ragazzo conosciuto in terapia, il quale avra un'intensa amicizia e successivamente relazione con Rae.

## Musica
La musica ha un ruolo chiave in My Mad Fat Diary: fa da sfondo a numerose scene e sottolinea gli stati d'animo di Rae, appassionata di musica, in particolare del genere Britpop (Rae indossa spesso una maglietta degli Stone Roses e ha la camera tappezzata di poster degli Oasis). Nelle varie puntate si possono riconoscere brani di Blur, Pulp, Stone Roses, Suede, Oasis, The Verve, oltre che numerose canzoni della metà degli Anni '90.

La sigla iniziale della serie è il ritornello di One to Another dei The Charlatans.

## Episodi
| Stagione         | Episodi | Prima TV UK |
| ---------------- | ------- | ----------- |
| Prima stagione   | 6       | 2013        |
| Seconda stagione | 7       | 2014        |
| Terza stagione   | 3       | 2015        |

Articolo principale: Episodi di My Mad Fat Diary